# Vierde Divisie
Vierde Divisie (do 2022 pod imenom Hoofdklasse) je treće najviša razina amaterskog nogometnog natjecanja u Nizozemskoj. Peta je razina ukupno.

## Pozadina
Liga se dijeli na dva odjeljka: subotu (Zaterdag Vierde Divisie) i nedjelju (Zondag Vierde Divisie). Ovo je rezultat tradicijske pilarizacije (nizozemski: verzuiling), segregacije nizozemskog društva.
Klubovi koji su pripadali suboti su većinom protestantskim klubovima, kojima nije bilo dopušteno igrati nedjeljom.
Klubovi koji su pripadali nedjelji su većinom bili rimokatolički i bili su klubovima radništva, čiji igrači su morali raditi subotom i stoga su mogli igrati samo nedjeljom.
Iako je pilarizacija prestala 1960-ih i 1970-ih, klubovi i liga su zadržali ovu podjelu.
Subotnji Vierde Divisie i nedjeljnji Vierde Divisie se dijele na dvije lige:
- klubovi iz subotnje i nedjeljne Vierde Divisie A su iz zapada i južnog dijela Nizozemske
- klubovi iz subotnje i nedjeljne Vierde Divisie B su iz sjevernog i istočnog dijela Nizozemske